# Piramide ecologica

Una piramide di energia rappresenta quanta energia, inizialmente proveniente dal sole, viene trattenuta o immagazzinata sotto forma di nuova biomassa a ciascun livello trofico in un ecosistema. Circa il 10% dell'energia viene trasferita da un livello trofico al successivo, impedendo così un elevato numero di livelli trofici. Le piramidi energetiche sono necessariamente rette in ecosistemi sani; deve sempre esserci più energia disponibile a un dato livello della piramide per supportare il fabbisogno energetico e di biomassa del prossimo livello trofico.

Una piramide ecologica (anche detta: piramide trofica, piramide eltoniana, piramide energetica o talvolta piramide alimentare) è una rappresentazione grafica progettata per mostrare la biomassa o la bioproduttività a ciascun livello trofico in un dato ecosistema. 
Una piramide di energia mostra quanta energia viene trattenuta sotto forma di nuova biomassa ad ogni livello trofico, mentre una piramide di biomassa mostra quanta biomassa (la quantità di sostanza vivente o organica presente in un organismo) è presente negli organismi. C'è anche una piramide di numeri che rappresentano il numero di singoli organismi per ogni livello trofico. Le piramidi di energia sono normalmente verticali. Altre piramidi possono essere invertite o assumere altre forme. 
Le piramidi ecologiche iniziano con i produttori sul fondo (come le piante) e procedono attraverso i vari livelli trofici (come gli erbivori che mangiano le piante, quindi i carnivori che mangiano la carne, quindi gli onnivori che mangiano sia le piante che la carne, e così via). Il livello più alto è il vertice della catena alimentare. 
La biomassa può essere misurata da un calorimetro a bomba. 

## Piramide di energia
Una piramide di energia o piramide di produttività mostra la produzione o il rinnovo (la velocità con cui l'energia o la massa viene trasferita da un livello trofico al successivo) di biomassa ad ogni livello trofico. Invece di mostrare un singolo momento nel tempo, come una foto istantanea, le piramidi di produttività mostrano il flusso di energia attraverso la catena alimentare. Le unità tipiche sono grammi per metro quadrato all'anno o calorie per metro quadrato all'anno. Come per gli altri, questo grafico mostra i produttori in basso e i livelli trofici più alti in cima. 
Quando un ecosistema è sano, questo grafico produce una piramide ecologica standard. Questo perché affinché l'ecosistema si sostenga, deve esserci più energia a livelli trofici inferiori rispetto a livelli trofici più elevati. Ciò consente agli organismi ai livelli inferiori di mantenere non solo una popolazione stabile, ma anche di trasferire energia nella piramide. L'eccezione a questa generalizzazione è quando parti di una rete alimentare sono supportate da input di risorse esterne alla comunità locale. In piccoli flussi energetici boschivi, ad esempio, il volume di livelli superiori è maggiore di quello che potrebbe essere supportato dalla produzione primaria locale. 
Quando l'energia viene trasferita al livello trofico successivo, in genere solo il 10% o il 12% viene utilizzato per costruire nuova biomassa, diventando energia immagazzinata (il resto e destinato per i processi metabolici). 
Vantaggi della piramide dell'energia come rappresentazione: 
- Tiene conto del tasso di produzione per un periodo di tempo.
- Due specie di biomassa comparabile possono avere durate di vita molto diverse. Quindi un confronto diretto delle loro biomasse totali è fuorviante, ma la loro produttività è direttamente comparabile.
- La catena energetica relativa all'interno di un ecosistema può essere confrontata usando piramidi di energia; anche diversi ecosistemi possono essere confrontati.
- Non ci sono piramidi invertite.
- È possibile aggiungere l'ingresso di energia solare.

Svantaggi della piramide di energia come rappresentazione: 
- È richiesto il tasso di produzione di biomassa di un organismo, che comporta la misurazione della crescita e della riproduzione nel tempo.
- C'è ancora la difficoltà di assegnare gli organismi a un livello trofico specifico. Oltre agli organismi nelle catene alimentari esiste il problema di assegnare i decompositori e i detritivori a un determinato livello trofico.

Una piramide di biomassa mostra la biomassa totale degli organismi coinvolti ad ogni livello trofico di un ecosistema. Queste piramidi non sono necessariamente verticali verso l'alto. Possono esserci quantità più basse di biomassa nella parte inferiore della piramide se il tasso di produzione primaria per unità di biomassa è elevato.

Una piramide di biomassa mostra la relazione tra biomassa e livello trofico quantificando la biomassa presente ad ogni livello trofico di una comunità ecologica ad un determinato momento. È una rappresentazione grafica della biomassa (quantità totale di sostanza vivente o organica in un ecosistema) presente nell'area dell'unità a diversi livelli trofici. Le unità tipiche sono grammi per metro quadrato o calorie per metro quadrato. La piramide della biomassa può essere "invertita". Ad esempio, in un ecosistema stagnante, il raccolto permanente di fitoplancton, i principali produttori, in qualsiasi momento sarà inferiore alla massa degli eterotrofi, come pesci e insetti. Ciò è spiegato dal fatto che il fitoplancton si riproduce molto rapidamente, ma ha una vita individuale molto più breve. 

## Piramide di numeri

Una piramide di numeri mostra il numero di singoli organismi coinvolti ad ogni livello trofico in un ecosistema. Le piramidi non sono necessariamente verticali verso l'alto. In alcuni ecosistemi ci possono essere più consumatori primari che produttori.

Una piramide di numeri mostra graficamente la popolazione, o l'abbondanza, in termini di numero di singoli organismi coinvolti ad ogni livello di una catena alimentare. Questo mostra il numero di organismi in ciascun livello trofico senza alcuna considerazione per le loro dimensioni individuali o biomassa. La piramide non è necessariamente verticale verso l'alto. Ad esempio, verrà invertita se gli scarafaggi si nutrono della produzione di alberi forestali o se i parassiti si nutrono di grandi animali ospiti. 

## Storia
Il concetto della piramide di numeri (o "piramide eltoniana") è stato sviluppato da Charles Elton (1927).  Successivamente, sarebbe stato espresso anche in termini di biomassa da Bodenheimer (1938).  L'idea della piramide della produttività o dell'energia si basa sulle opere di G. Evelyn Hutchinson e Raymond Lindeman (1942).